# Tinkanya
Tinkanya (en népalais : तिनकन्या) est un comité de développement villageois du Népal situé dans le district de Sindhuli. Au recensement de 2011, il comptait 4 169 habitants.